# Lythrum petiolatum
Lythrum petiolatum é uma espécie de planta com flor pertencente à família Lythraceae.
A autoridade científica da espécie é Lineu, tendo sido publicada em Species Plantarum 1: 446. 1753.

## Portugal
Trata-se de uma espécie presente no território português, nomeadamente no Arquipélago dos Açores.
Em termos de naturalidade é invasora na região atrás indicada.

## Protecção
Não se encontra protegida por legislação portuguesa ou da Comunidade Europeia.